# Hegedűs András (irodalomtörténész)
Hegedűs András (Beretke, 1923. január 14. – Szeged, 1975. február 15.) magyar irodalomtörténész, pedagógus. A Magyar Írók Szövetsége és a Magyar Pedagógiai Társaság tagja. A Jövendő (1958–1965), az Embernevelés (1962–1965), a Kincskereső című folyóiratok alapító felelős szerkesztője (1971–1975).

## Élete

### A családja
A szülei Hegedűs József földmunkás és Bene Mária. Az apja kivándorolt az Amerikai Egyesült Államokba, ott halt meg 1924-ben. Felesége: Oláh Éva tanítónő, leánya: Hegedűs Éva.

### Tanulmányai
Rimaszombatban érettségizett 1943-ban, a Sárospataki Teológiai Főiskolán végzett 1949-ben. A Debreceni Tudományegyetemen magyar–történelem szakán középiskolai tanári oklevelet szerzett 1950-ben.

### Pályafutása
A Szarvasi Tanítónőképző tanára 1950-től 1953-ig, igazgatója 1953 és 1954 között. Ezután a Kőszegi Tanítónőképző igazgatója 1954-től 1958-ig. Egy évig a Győr-Sopron Megyei Tanács középiskolai előadója, valamint 1959 és 1965 között a Győri Felsőfokú Tanítóképző vezető tanára. 1965-ben a Bajai Felsőfokú Tanítóképző igazgatója lett, ezt a tisztét 1968-ig látta el. A szegedi Juhász Gyula Tanárképző Főiskola Magyar Irodalom Tanszék tanszékvezető főiskolai tanára, később a főiskola főigazgatója 1968 és 1975 között.
A 19–20. századi és kortárs magyar írók (többek között: Arany János, Gárdonyi Géza, Juhász Gyula, Kaffka Margit, Németh László) pedagógiai nézeteinek vizsgálatával, a két világháború közötti magyar pedagógusok helyzetével, Győr irodalmi emlékeivel és a magyarországi gyermek- és ifjúsági irodalom történetével foglalkozott. Több népszerű és ifjúsági művet írt a 20. századi magyar írók munkásságáról.

## Főbb művei
- Tanítók, tanárok sorsa irodalmunkban. 1867–1945. (Budapest, 1956)
- Gárdonyi Géza, a Tanítóbarát szerkesztője. (Köznevelés, 1956)
- Arany János a katedrán. Monográfia. (Bp., 1957)
- Arany János tanári munkássága. 1–3. (Nevelők Lapja, 1957)
- Vajda Péter pedagógiai nézetei. (Pedagógiai Szemle, 1958)
- Tanítók sorsa az ellenforradalmi Magyarországon. (Köznevelés, 1959. 16.)
- Kaffka Margit a klerikális nevelés bírálója. (Köznevelés, 1959)
- Riedl Frigyes: Arany János. (Irodalomtörténeti Közlemények, 1960)
- Vajda Péter emlékezete. – Gárdonyi és az iskola. (Köznevelés, 1960. 3.)
- Juhász Gyula nézetei az irodalomtanításról. (Irodalomtanítás, 1960)
- Győr irodalmi örökségéből. Petőfi Sándor és a győri „Hazánk.” – Gárdonyi Géza, a győri „Tanítóbarát” szerkesztője. (Győr, 1961)
- Gárdonyi, a néptanító. (Bp., 1962)
- Petőfi Sándor és a győri Hazánk. (Bp., 1962)
- Pedagógus-sors a félfeudális Magyarországon Juhász Gyula Orbán lelke című regényében. (Tanítóképző Intézetek Tudományos Közleményei, 1963)
- Gárdonyi Géza pedagógia nézetei. Születésének 100. évfordulójára. (Pedagógiai Szemle, 1963)
- Tudományos viták és az irodalom. (Kortárs, 1964)
- Robot és szolgálat. Gárdonyi Géza Győrött. Monográfia. Ill. Cziráki Lajos. (Győr, 1965)
- Arany János nagykőrösi életsorsa a történelmi balladák eszmeiségében. (Jelenkor, 1967)
- Gyermek- és ifjúsági irodalom. Szöveggyűjtemény a tanítóképző intézetek számára. Összeáll. (Bp., 1966; 9. kiad. 1977)
- Juhász Gyula pedagógiai nézetei. (Pedagógiai Szemle, 1968)
- Legkedvesebb íróim. Íróportrék gyermekeknek. (Bp., 1971)
- Móra Ferenc ismeretlen levelei Pósáékhoz. (Szegedi Tanárképző Főiskola Tudományos Közleményei, 1974)
- Babits Mihály. (Juhász Gyula Tanárképző Főiskola Tudományos Közleményei, 1975)
- Magyar írók pedagógiai nézetei. (Bp., 1976)
- Hiszek az emberben. Móráról fiataloknak. (Szeged, 1976)

## Elismerései
- Munka Érdemrend (ezüst, 1973)
- Haza Szolgálatáért érdemrend (arany, 1979)